# Salybia
 (août 2024).
Si vous disposez d'ouvrages ou d'articles de référence ou si vous connaissez des sites web de qualité traitant du thème abordé ici, merci de compléter l'article en donnant les références utiles à sa vérifiabilité et en les liant à la section « Notes et références ».
Salybia ou Salibia est un village sur la côte est de la Dominique. Situé dans la paroisse de Saint David c'est la capitale et le centre administratif du Territoire Kalinago, l'unique réserve amérindienne de l'archipel des Antilles.